# Petar Božić
Petar Božić (in serbo Петар Божић?; Belgrado, 6 dicembre 1978) è un ex cestista e allenatore di pallacanestro serbo.

## Palmarès

### Giocatore
- YUBA liga: 2

Partizan Belgrado: 2004-05, 2005-06
- Campionato serbo: 6

Partizan Belgrado: 2006-07, 2007-08, 2008-09, 2009-10, 2010-11, 2011-12
- Coppa di Serbia: 5

Partizan Belgrado: 2008, 2009, 2010, 2011, 2012
- Lega Adriatica: 5

Partizan Belgrado: 2006-07, 2007-08, 2008-09, 2009-10, 2010-11